# Remo nos Jogos Pan-Americanos de 2011 - Skiff duplo feminino
A competição do skiff duplo feminino foi um dos eventos do remo nos Jogos Pan-Americanos de 2011. Foi disputada na Pista de Remo e Canoagem, em Ciudad Guzmán, nos dias 15 e 17 de outubro.

## Calendário
Horário local (UTC-6).
| Data          | Horário | Fase          |
| ------------- | ------- | ------------- |
| 15 de outubro | 09:00   | Eliminatórias |
| 15 de outubro | 16:00   | Repescagem    |
| 17 de outubro | 09:24   | Final A       |

## Medalhistas
| Ouro   | CUB Yariulvis Cobas e Aimée Hernández |
| Prata  | USA Megan Walsh e Catherine Reddick   |
| Bronze | CAN Barbara McCord e Audra Vair       |

## Resultados

### Eliminatórias
Bateria 1
| Pos. | Remadoras                         | País          | Tempo   | Obs. |
| ---- | --------------------------------- | ------------- | ------- | ---- |
| 1    | Yariulvis Cobas e Aimée Hernández | CUB Cuba      | 7:30.02 | FA   |
| 2    | Milka Kraljev e María Rohner      | ARG Argentina | 7:33.23 | R    |
| 3    | Bianca Miarka e Carolina Rocha    | BRA Brasil    | 7:59.38 | R    |
| 4    | Ana Vanegas e María Vanegas       | NCA Nicarágua | 8:52.91 | R    |

Bateria 2
| Pos. | Remadoras                       | País               | Tempo   | Obs. |
| ---- | ------------------------------- | ------------------ | ------- | ---- |
| 1    | Barbara McCord e Audra Vair     | CAN Canadá         | 7:23.95 | FA   |
| 2    | Megan Walsh e Catherine Reddick | USA Estados Unidos | 7:24.97 | R    |
| 3    | Gabriela Huerta e Fabiola Núñez | MEX México         | 7:33.24 | R    |

### Repescagem
| Pos. | Remadoras                       | País               | Tempo   | Obs. |
| ---- | ------------------------------- | ------------------ | ------- | ---- |
| 1    | Megan Walsh e Catherine Reddick | USA Estados Unidos | 7:23.52 | FA   |
| 2    | Bianca Miarka e Carolina Rocha  | BRA Brasil         | 7:23.90 | FA   |
| 3    | Gabriela Huerta e Fabiola Núñez | MEX México         | 7:32.02 | FA   |
| 4    | Milka Kraljev e María Rohner    | ARG Argentina      | 8:20.65 | FA   |
| 5    | Ana Vanegas e María Vanegas     | NCA Nicarágua      | 8:56.17 |      |

### Final A
| Pos.              | Remadoras                         | País               | Tempo   | Obs. |
| ----------------- | --------------------------------- | ------------------ | ------- | ---- |
| Medalha de ouro   | Yariulvis Cobas e Aimée Hernández | CUB Cuba           | 7:13.76 |      |
| Medalha de prata  | Megan Walsh e Catherine Reddick   | USA Estados Unidos | 7:14.34 |      |
| Medalha de bronze | Barbara McCord e Audra Vair       | CAN Canadá         | 7:16.29 |      |
| 4                 | Gabriela Huerta e Fabiola Núñez   | MEX México         | 7:20.48 |      |
| 5                 | Bianca Miarka e Carolina Rocha    | BRA Brasil         | 7:21.32 |      |
| 6                 | Milka Kraljev e María Rohner      | ARG Argentina      | 7:22.10 |      |

### Remo
| S | Classificado(a) para as semifinais |    |                        | FA | Final A (disputa de medalhas) |  |  | FD | Final D (sem medalhas) |
| Q | Classificado(a) para as quartas    | FB | Final B (sem medalhas) | FE | Final E (sem medalhas)        |  |  |    |                        |
| R | Classificado(a) para a repescagem  | FC | Final C (sem medalhas) | FF | Final F (sem medalhas)        |  |  |    |                        |